# 倭寇
倭寇，又稱八幡，是指13世纪到16世纪左右侵略朝鲜、中国沿海各地和南洋的日本海盗集团的泛称， 歷史上該羣體成員的身份背景和組成，是多樣及複雜的。因中国古籍称日本为倭国，故称倭寇。
所謂倭寇除沿海劫掠以外，真正海盜惡毒行為不算特別多，主要其實是从事違法的中日走私贸易，在元朝、明朝早期以日本人为主，主要基地是當時日本的薩摩藩政權；明朝中晚期後，以汉人为主的“假倭”开始增加并大量出现，“假倭”中除了汉人還有一些馬來人、暹羅人、葡萄牙人、西班牙人和非洲人，組成相當多元。後期被稱為「假倭」的集團，是來自朝鮮、中南半島、南洋地區的混編水手集團，和其他團體如汪直集團相互配合所形成的海商集團。隆慶開關貿易合法化之後就比較少鋌而走險了，全盛時期的倭寇，活動範圍遠至亞太各地深達內陸地區，較有名者有曾一本、林道乾、顏思齊、林鳳與鄭芝龍等人，這使得漢人逐漸登陸台灣，甚至有部分隊伍將基地設於九州，成為日本大名的海軍傭兵。此定義在近代，特別於十九至二十世紀大日本帝國向外擴張侵略時，開始引申成為遠東地區對日本人的貶義稱呼。

## 引申意义
「倭寇」一詞，來自高句麗廣開土王碑（西元414年）上的記載「倭，寇」某地。「寇」是動詞，即「倭人侵略」某地之意。後來「倭寇」二字作為名詞獨立，用以稱呼來自日本的侵略者。另一方面，在16世纪壬辰倭亂以及20世纪第二次中日战争中，朝鮮國及中國的一些人稱呼侵略當地的日本軍為“倭寇”或“日寇”。在中國的排日風潮中，「倭寇」和「日寇」更成為敵視日本人的用語。

## 前後两期倭寇

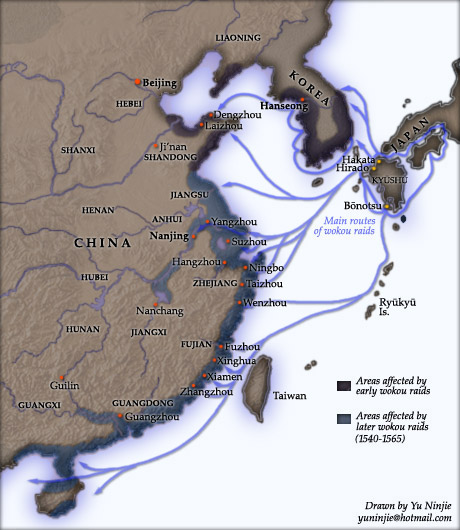
16世紀的日本海盜

雖然同被稱為倭寇，但兩者的成份分別很大。根據年代大致可以分為「前期倭寇」及「後期倭寇」。後期倭寇基本上是中日混编队，起因为明朝的海禁政策。

### 前期倭寇
前期倭寇是以日本海盜為主，目的是为了报复蒙朝联军的侵略和女真海盗的掳掠，然而在此之前高丽史就已經有“倭寇金州”的记载。
到了元日战争時，倭寇主要的攻擊範圍在當時臣服於元朝的高麗，由於臣服於元軍的高麗軍隨元世祖忽必烈兩度侵略日本，因此前期倭寇對於朝鮮沿海進行含有報復式的海盜行為。朝鮮史取对马岛、壹岐島、平戶島三地之名，稱為「三島倭寇」（以平戶藩松浦家為核心）。元史卷099和新元史卷099中都有倭寇骚扰元朝浙江省的记载。
後來日本進入南北朝的分裂狀態，倭寇的活動也由於政府管制力減弱而加劇。由於前期倭寇對於日本與明朝、高麗貿易造成破壞，初成立的明朝政府對日本南朝發出討伐倭寇的要求，隨後敕封討寇有功的南朝征西將軍宮懷良親王「日本國王」（後醍醐天皇之子）的稱號。之後北朝（室町幕府擁立）統一南朝後，幕府將軍足利義滿再度進行討伐，隨後受封為新的「日本國王」。
朝鮮王朝的開國君主李成桂因為討伐倭寇有功得到很大的声望和勢力，後來進行政變取代高麗王朝建立朝鲜王朝。之後隨著明朝與日本間勘合貿易的盛行，以及對馬島與朝鮮半島之間的貿易開放，前期倭寇也逐漸式微。前期的日本人为主体的倭寇，被称为「真倭」；戚繼光《紀效新書》倭寇的盔甲、武器、劍術戰法描述的非常清楚。

### 後期倭寇
後期倭寇基本上是中日混编队，因明朝太祖皇帝朱元璋的海禁政策，從而沿海地區之民衆不得從事海上經商，相当一部分晚期倭寇都是些走私行商不成，最後被朝廷逼成倭寇的南方漢族商人。故此，明晚後期的倭寇亦可分成兩方面：

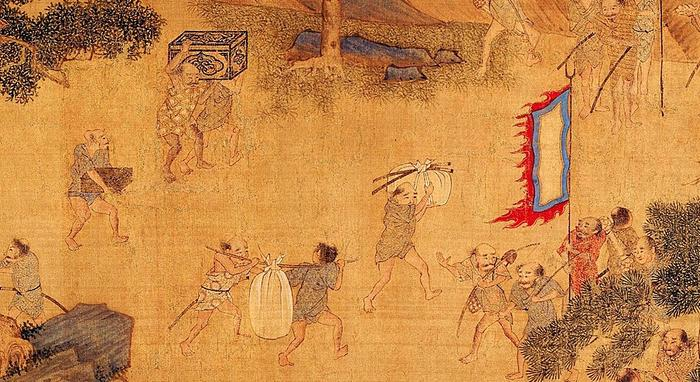
于16世纪，正在掠夺财物的倭寇，《倭寇图卷》局部。

- 一方面以日本人為主體的倭寇組織繼續存在且達高峰，是爲真倭，戚繼光在《紀效新書》將倭寇的裝備、武器、劍術戰法描述的非常清楚，和官府對決的戰鬥確實以精湛的日本劍術，這些日本武術的海盜甚至擁有一攻五的好武藝。由於嘉靖二年發生在浙江因争貢事件的寧波之亂和日本因應仁之亂後發生的一連串動盪，使得海盜的活動再次活躍起來，為此日本頒佈倭寇取締令作為限制。名古屋學院大學教授鹿毛敏夫是日本倭寇史專家，他多年研究結論認為1550年後的16世紀後期日本北九州實質統治者大友宗麟就是倭寇行動的實質總指揮並提供物質武器，[5]此能合理解釋日本倭寇成建制化的軍事色彩，以及在當時生產力落後的古代數量如此多的大船與火炮、精鐵刀劍這種軍備已經不是一般盜匪或商業勢力能辦到，背後需要有大名等級政治力量的真相，當時也是歷史上鬧倭寇最高峰且戰力最強時期。

《抗倭圖卷》一畫在日本廣為周知成為研究史料甚至編入中學教科書的倭寇篇章，根據紅外線掃瞄的清晰化技術發現其中船隻上的旗幟原文是日本「弘治」年號及相關標語，與其多年研究的眾多史料相符。鹿毛敏夫結論認為當時大友宗麟為主的一小批大名以「遣明使」船名義建造艦隊並出海，確實有時也拜訪明朝廷進貢和獲取回禮，但有時回程或進貢被拒時就前往東南沿海進行劫掠，是一種官匪一體策略以獲取財富壯大自身在日本官場的勢力，當時搶得的明朝銅錢在日本可直接流通的背景也促成這種利益，這就是最大股最精銳的倭寇由來與真相。
- 另一方面以中國東南沿海發展起來的海盜，是為假倭。自明成祖發動內戰，遷都北京，以及嘉靖後的圍堵的政策，形成一股在中國東南沿海進行報復性侵擾勢力。由於這些南方人體型上也比北方人矮小，比北方人更難與日本人區別，所以沿用「倭寇」這名詞來稱呼由日本人與南方中國人所組成的海盜集團例如較龐大知名的王直團夥，而王直背後合作夥伴也有九州日本大名，甚至最後將基地搬到長崎縣。後期一些小倭寇集團的海員以混编組成，有不少是南方中國人、朝鲜人以及其他東亞民族，其中更不乏有鎮守海疆的軍官參與[7][8]，並產生日本人只佔少數的海盜集團[註 1]。

从明太祖洪武年间开始，日本倭寇即不斷寇邊，明朝即执行海禁政策，禁止民间对海外通商，但是官方的朝贡贸易（也叫勘合貿易）依旧合法。明成祖派鄭和下西洋亦刺激了这种朝贡贸易的发展。明政府是期望用朝贡贸易满足外国人的通商需求，从而替代民间的私人贸易，以达到海禁之目的。然而，中国东南沿海一带的民众长期依靠海外贸易谋生，海外商人亦对中国产品有巨大需求，故私人贸易不可能禁绝，而且转为走私。明代中叶，随着中国东南沿海地区商品经济快速发展，对外贸易更加频繁。但後來到了嘉靖二年（西元1523年）爆發了寧波之亂，加上稍早時，葡萄牙人入侵發生了屯門之戰與西草湾之战，此後沿海治安多次陷入危機，明朝遂宣佈中斷一切貿易，期望以圍堵的政策來減輕倭寇的威脅。
後期倭寇的發展上，明商人王直扮演了很重要的角色，曾上書朝廷請求開海禁被拒絕後，找上日本九州大名勢力合作把基地設在日本的平戶藩，以反對明朝海禁政策的南方中國人為基礎，與日本人、佛朗機人合作進行走私，在後期倭寇中頗為知名。胡宗宪、戚继光與俞大猷等人都曾參與討伐倭寇的軍事行動。
15世紀半至16世紀，他們活動舞臺為中國沿岸、東南亞方面，其成员开始出现大量汉人和少数朝鲜人等其他民族，被稱為「假倭」。此時期倭寇發生的主要原因是明代中國的生產力增加，但卻施行海禁政策。史書所見的最後倭寇，在1624年7月侵犯福建沿海。「推其禍始，乃由閩、浙沿海奸民與倭為市；而閩浙大姓沒其利，陰為主持，牽連以成俗。當時撫臣朱纨欲絕禍本，嚴海禁；大家不利，連為蜚語中之，而紈驚死矣。紈死而海禁益弛，於是宋素卿、王直、陳東、徐海、曾一本、許恩之流爭挾倭為難。自淮揚以南至廣海萬餘里，無地不被其殘滅，而閩禍始慘矣」。更有甚者，為部分沿海明民苦於生計鋌而走險，出海走私南洋一帶，地方官府為掩飾社會問題，捕獲後一概以「倭寇」之名處刑。
网络上曾有许多讹传《筹海图编》、《纪效新书》或《靖海纪略》，亦或是所谓俞大猷之口述中有提及所谓倭寇“日本人十之一二，中国人十之七八”之说法，但实际上这些作品均未直接记述倭寇的民族比例。唯一曾有记载倭寇的民族比例的为《明史·日本》中记载了嘉靖三十四年五月的一次倭寇入侵中“从倭者”占七成，而“真倭”占三成。但此数据指代的仅是一次倭寇入侵的人员民族构成，并非是对所有倭寇团体民族构成的总结。因此，尽管可以肯定的是，从16世纪开始，倭寇团体中开始出现大量汉人“假倭”，且成为了不可忽视的存在，但并没有直接证据可以证实倭寇中“假倭”占据什么样的比例。

#### 高丽贱民参与说
東京大学教授田中健夫提出一種說法，1370年到1390年初早期倭寇襲擊的大幅增加是因为新加入的高麗贱民群体。田中亦提出还有纯由朝鲜人组成的倭寇集团。另外，他还提出朝鲜王朝当时借着倭寇的外患为由整顿内部，确立了国家体制。
朝鮮《世宗實錄》（二十八年十月壬戌）亦曾記載「然其間倭人不過一二，而本國民假著倭服成黨作亂」。

## 倭寇的影響
明朝與高麗、朝鮮王朝都曾經對室町幕府要求取締海盜行為。明朝甚至於與日本發展了勘合貿易，日本足利幕府對明朝稱臣受封為日本國王。而朝鮮王朝以倭寇根據地名義進攻對馬島也是受到倭寇的影響。

## 八幡船
日本室町時代到江戶時代的海盜船通稱為「八幡船」，這是由於倭寇多半信奉武神八幡大菩薩，並繪製旗幟，上書「南無八幡大菩薩」七字，代表神明庇佑的香火與船舶的號記。

## 活動地區
倭寇的根據地包括日本的對馬島、壹岐、平戶島、五島列島，以及中國、朝鮮半島的沿海島嶼。荷蘭人未到臺灣之前，臺灣也是倭寇的活動據點。

## 知名人物
- 阿只拔都
- 松浦隆信
- 許棟
- 汪直，或作「王直」
- 李旦，西洋人稱為「Captain China」，一作「China Captain」（中國船長）。
- 顏思齊，西洋人稱為「Pedro China」（中國彼得）。
- 鄭芝龍，西洋人稱為「Nicholas Iquan」（尼古拉·一官）。

### 引用
1. ↑  朱杰勤,黄邦和;张劲草,林远辉,张祥晖. . 湖北: 湖北人民. 1992.
2. ↑  林仁川. 明末清初私人海上貿易[M]. 华东师范大学出版社, 1987.
3. ↑  ［日］松浦章. 中国の海賊[M]. 東方書店, 1995. ISBN 9784497954671
4. 1 2 3 4  .   [2019-11-05]. （原始内容存档于2020-12-17）.
5. ↑  .   [2024-01-02]. （原始内容存档于2024-01-02）.
6. ↑  .   [2019-03-30]. （原始内容存档于2020-12-17）.
7. ↑  .   [2019-03-30]. （原始内容存档于2020-12-17）.
8. ↑   . 维基文库. 五月復合新倭，突犯嘉興，至王江涇，乃為經擊斬千九百餘級，餘奔柘林。其他倭復掠蘇州境，延及江陰、無錫，出入太湖。大抵真倭十之三，從倭者十之七。
9. ↑  田中 (1982)
10. ↑  田中 (1987)
11. ↑  田中 (1997)　田中说，当时日本有南北朝内乱，朝鲜半岛也处于相同的混乱中，所以日本人和高麗・朝鮮人賎民的国家意识稀薄，才会出现这种状况。
12. ↑  海盜簡史 （页面存档备份，存于），作者：李子遲，出版社：重慶出版社，和訊讀書

## 外部連結
- 鄭樑生：〈方志之倭寇史料 （页面存档备份，存于）〉.
- 山根幸夫：〈明代倭寇问题研究 （页面存档备份，存于）〉.
- 軍史上的今天：西方國家第一次對華軍事衝突（三）
- 「海禁」與「倭寇」(1)  （页面存档备份，存于）
- 經濟史話：明代的海禁與走私